# Socinianism

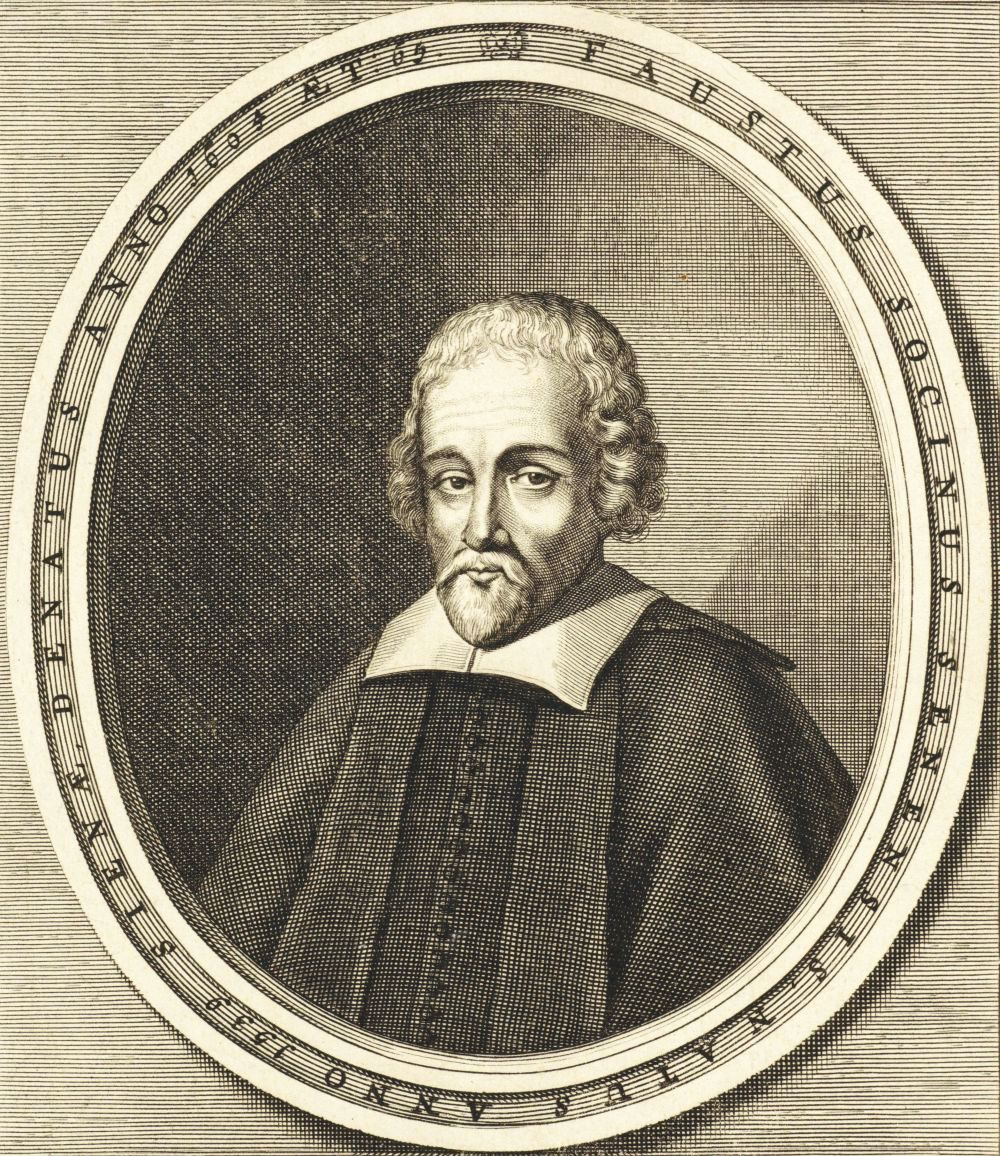
Faustus Socinus.

Socinianismul este o doctrină protestantă din sec. al XVIII-lea, o altă formă a antitrinitiarismului. Doctrina, care neagă atât trinitatea dumnezeirii, cât și divinitatea lui Cristos, și-a luat denumirea după Laelius Socinus (decedat în 1562 la Zürich) și Faustus Socinus (d. 1604). Laelius a fondat o mișcare religioasă care activa în secret de frica persecuțiilor. După preluarea puterii de către Faustus mișcarea a înflorit și s-a răspândit (1574). Socinienii se numeau pe sine unitarieni, au elaborat un Catehism al unitarienilor, în care și-au expus propriile viziuni și principii asupra naturii și perfecțiunii Dumnezeului lor conducător.
Din mișcarea lor s-au desprins psilantropiștii, ce aveau afinități cu adopțianiștii. Mișcarea este combătută pentru ereziile pe care le propovăduia.

## Moștenire
Mișcarea i-a influențat pe Voltaire, Locke, Newton.